# Jolof

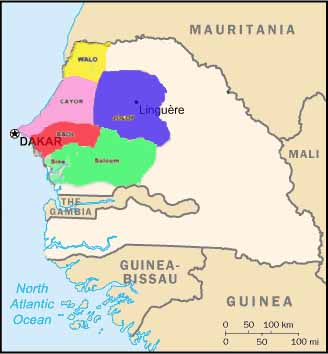
Die Entitäten des Reiches Jolof

Jolof war ein Reich in Westafrika auf dem Gebiet des heutigen Staates Senegal.

## Beschreibung
Das Reich Jolof, auch als Dyolof oder Wolof geschrieben, wurde von der Ethnie der Wolof gegründet, die noch heute in der Region leben. Die Hauptstadt war Linguère, ungefähr 245 Kilometer nordöstlich von der heutigen senegalesischen Hauptstadt Dakar gelegen. Es ist heute wenig über die frühe Zeit bekannt, außer dass es direkten Handel mit dem Reich Mali betrieb oder ein Vasallenstaat von Mali war.
Das Reich Jolof hatte seinen Höhepunkt im frühen 16. Jahrhundert, als es profitablen Handel mit den Portugiesen betrieb. 1549 erklärte sich die westliche Provinz Cayor (auch Kajoor, Kaylor oder Caylor) zum unabhängigen Reich und 1555 spaltete sich auch Bawol ab. 1890 wurde Jolof von Frankreich erobert und in die Kolonie Senegal eingebunden.

## Geschichtliche Eckpunkte
- 1200–0000: Jolof als kleines Königreich gegründet
- 1350–0000: Jolof beginnt, seine Nachbarstaaten, zum Beispiel Waalo, zu dominieren
- 1500–0000: Höhepunkt des Reiches
- 1549–0000: Jolof ist durch Angriffe arabischer Gruppen aus dem Sahel-Gebiet geschwächt; Cayor spaltet sich ab, gefolgt von Bawol
- 1875–1890: Das Reich von Ahmadu Shaykhu wurde eingebunden
- 1895–0000: unter französischer Herrschaft
- 1900–0000: Reich aufgelöst

## Herrscher von Jolof (genanntBuur-ba Jolof)
| 1350–1370 | N'Dyadya N'Dyaye     |
| 1370–1390 | Sare N'Dyaye         |
| 1390–1420 | N'Diklam Sare        |
| 1420–1440 | Tyukuli N'Diklam     |
| 1440–1450 | Leeyti Tyukuli       |
| 1450–1465 | N'Dyelen Mbey Leeyti |
| 1465–1481 | Birayma N'dyeme Eter |
| 1481–1488 | Tase Daagulen        |
| 1488–1492 | Birayma Kuran Kan    |
| 1492–1527 | Bukaar Biye-Sungule  |
| 1527–1543 | Birayma Dyeme-Kumba  |
| 1543–1549 | Leele Fuli Fak       |
| 1549–1566 | al-Buri Penda        |
| 1566–1597 | Lat-Samba            |
| 1597–1605 | Gireun Buri Dyelen   |
| 1605–1649 | Birayma Penda        |
| 1649–1670 | Birayma Mba          |
| 1670–1711 | Bakar Penda          |
| 1711–1721 | Bakan-Tam Gan        |
| 1721–1740 | al-Buri Dyakher      |
| 1740–1748 | Birayamb             |
| 1748–1750 | Birawa Keme          |
| 1750–1755 | Lat-Kodu             |
| 1755–1763 | Bakaa-Tam Buri-Nyabu |
| 1763–1800 | Mba Kompass          |
| 1800–1818 | Mba Buri-Nyabu       |
| 1818–1838 | Birayamb Kumba-Gey   |
| 1838–1845 | al-Buri Tam          |
| 1845–1847 | Baka Kodu            |
| 1847–1849 | Birayamb Aram        |
| 1849      | Birayma-Penda        |
| 1849      | Mbanyi-Paate         |
| 1849      | Lat-Koddu            |
|           | Thron nicht besetzt  |
| 1850–1855 | Birayamb Ma-Dyigen   |
| 1855–1856 | al-Buri Peya         |
| 1856–1858 | Bakan-Tam Yaago      |
| 1858–1863 | Taanor               |
| 1863–1871 | Bakan-Tam Khaari     |
| 1871–1875 | Amadu Seeku          |
| 1875–1890 | 'Ali Buri N'Dyaye    |